# Liberal teism
Liberal teism är den filosofiska och religiösa tron på förekomsten av en gudom utan att följa en etablerad religion. 
En uppfattning bland många liberala teister är att alla vägar leder till sanningen. De är ofta präglade av sin kultur. I ett land med utpräglad kristen bakgrund, som t.ex. USA, hämtar man huvudsakligen inspiration från kristendomen. Vissa menar att nya religioner ofta börjar som en form av liberal teism. Liberala teister är mer benägna att vara förespråkare för moralisk relativism än moralisk absolutism. En övertygelse bör inte målas i svart eller vitt, utan är istället ett personligt val. 
Liberalism kan också existera i etablerade religioner, som kristendom, judendom eller islam.
Liberal teism bör dock inte förväxlas med Befrielseteologi
En viktig aspekt av liberal teism är tanken på att klassisk teism kan modifieras. Det betyder att en liberal kristen sällan helt håller med om Bibelns beskrivning av Gud. De hävdar i allmänhet att människor för 2000 år sedan inte nödvändigtvis hade rätt förståelse. Han/hon skulle säga att vi bör förstå Gud på lite annat sätt.
Liberal teism kan ses som ett svar på teodicéproblemet (ondskans problem), d.v.s. om Gud är god, varför finns då ondska. En liberal teist kan föreslå att Gud inte är allsmäktig, utan snarare den "mäktigaste". Det vill säga att Gud inte kan kontrollera vissa saker. Detta medför att människan i allmänhet har en fri vilja att välja mellan gott och ont.    
Liberal teism ger också ett svar på frågan, "Om Gud är allsmäktig, kan han då skapa en sten som inte ens han kan plocka upp?". En klassisk teist kan tillbringa sin livstid utan att komma fram till ett svar, medan en liberal teist skulle säga att antingen är Gud inte allsmäktig, eller så är det en icke-fråga eftersom Gud inte bryr sig i sådana småfrågor.     